# Divina Tragedia
Le tableau Divina Tragedia de Paul Chenavard, présenté au Salon de  1869 est une huile sur toile de 400 cm sur 550 cm représentant la mort des dieux de l’Antiquité et celle du Christ lui-même, qui s’élèvent au Ciel, auprès de Dieu le Père. Cette œuvre se trouve actuellement au musée d'Orsay.

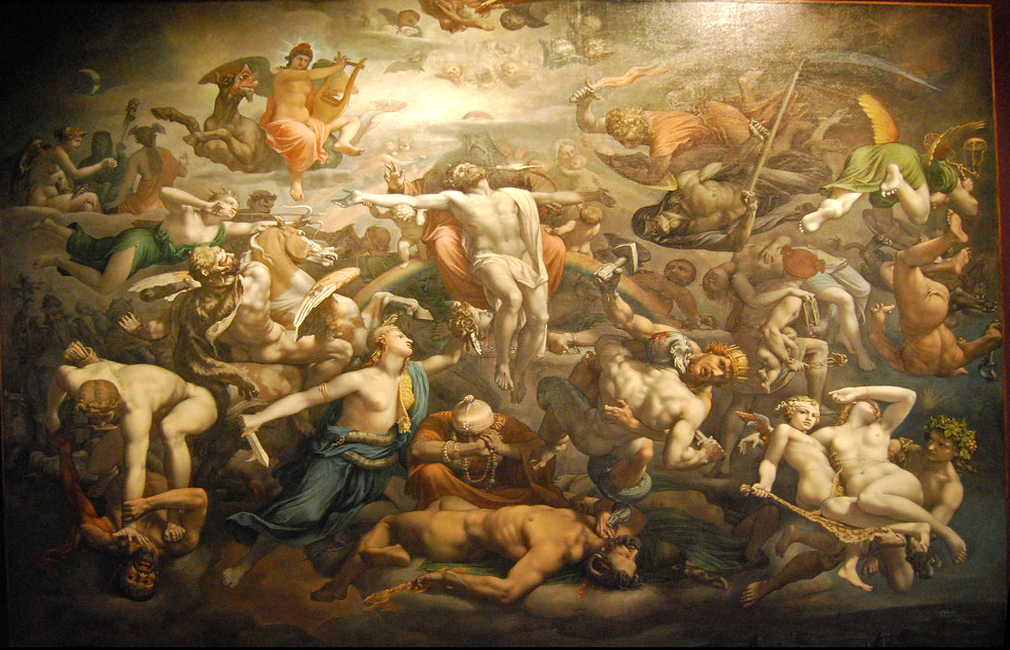
Divina Tragedia (1869)

## L'iconographie
Elle  est  d’une extrême complexité, mais l’artiste nous a laissé une clé de lecture qui nous permet d’identifier les différentes figures représentées: 
« Vers la fin des religions antiques et à l’avènement dans le ciel de la Trinité chrétienne, la Mort, aidée de l’ange de la Justice et de l’Esprit, frappe les dieux qui doivent périr. Au centre : le Dieu nouveau expire, les bras en croix, sur le sein du Père dont la tête se voile dans les nuages. Au-dessus, dans le ciel séraphique, les bienheureux se retrouvent et s’embrassent. Quelques chérubins ailés ont les traits de la Mort, parce que celle-ci est partout. En arrière du groupe central apparaissent, d’un côté, Adam et Ève, de l’autre la Vierge et l’Enfant figurant la chute et la rédemption. Plus bas, sous l’arc-en-ciel qui sert de siège au Père, d’un côté Satan lutte contre l’Ange, de l’autre le vautour dévore Prométhée enchaîné. Au bas : la vieille Maïa l’Indienne pleure sous les corps de Jupiter Ammon et d’Isis-Cybèle à tête de vache et aux nombreuses mamelles, qui sont morts en se donnant la main et qui furent ses contemporains. À gauche : Minerve, accompagnée du serpent qui lui fut consacré, s’arme de la tête de Méduse dont le sang a donné naissance à Pégase que monte Hercule, emblème de la force poétique de l’antiquité. Le demi-dieu s’étonne devant la force toute morale du Dieu nouveau. Diane-Hécate lance ses dernières flèches contre le Christ. En arrière : Apollon écorche Marsyas, figurant, à ce qu’il semble, le triomphe de l’intelligence sur la bestialité. Au fond, dans l’ombre : Odin s’avance appuyé sur une branche de frêne, écoutant les deux corneilles qui lui disent l’une le passé, l’autre l’avenir. Il est suivi du loup Fenris (Fenrir), toujours furieux. Près d’Odin, son fils Hemdalt (Heimdall) souffle dans son cor pour appeler les autres dieux du Nord. Au-dessus : les Parques sous l’astre changeant, et plus haut l’éternelle Androgyne symbole de l’harmonie des deux natures ou principes contraires, coiffée du bonnet phrygien et assise sur sa Chimère. À droite : Thor, armé de son lourd marteau, de son gantelet et du bouclier qui double ses forces, combat le monstre Jormoungardour (Jörmungand), lutte qui ne doit finir qu’avec le monde, puisqu’elle symbolise celle du Bien et du Mal. Bacchus et l’Amour forment une triade avec Vénus, qu’ils transportent endormie. En arrière : Mercure emporte Pandore, qui s’est évanouie en ouvrant la fatale boîte. Au-dessus, la Mort, l’Ange et l’Esprit précipitent dans l’abîme Typhon d’Égypte à la tête de chien, le noir Démiurge, Persan au corps de lion, ainsi que les planètes ailées et les astres enflammés. Dans l’angle inférieur, à droite, un spectateur, placé sur un segment de la ville de Rome, indique le lieu de la vision. »

## Réception

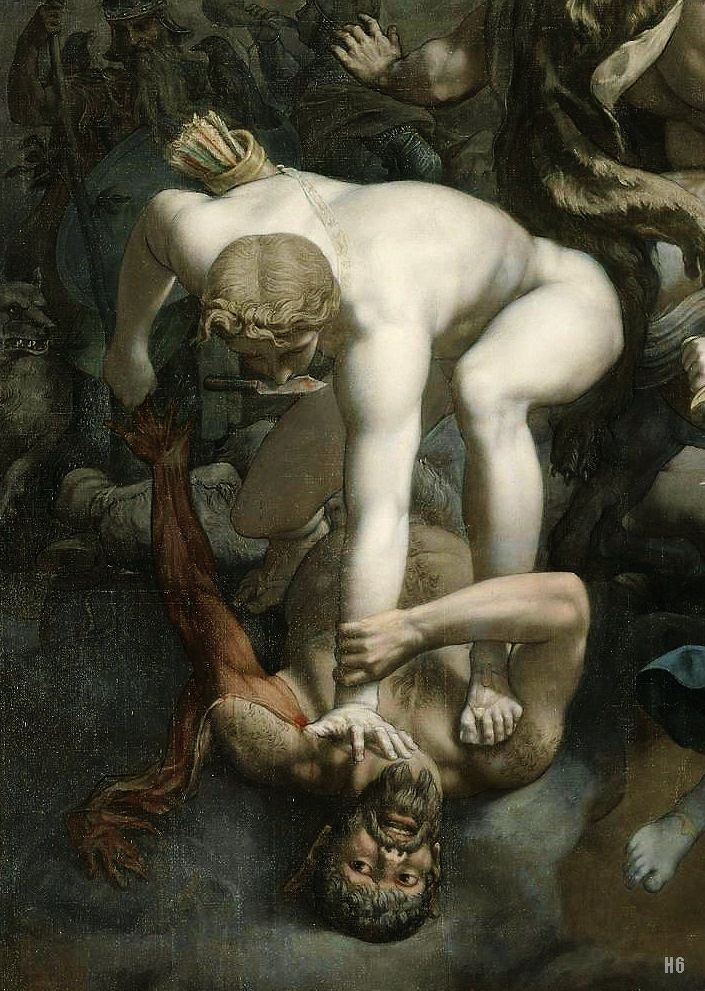
Détail de Divina Tragedia : Apollon et Marsyas

Présentée au Salon de 1869, cette œuvre, jugée trop complexe et noyée dans les références et les idées que le peintre souhaite exprimer, se heurte à l'incompréhension de la critique et du public. Pour Théophile Gautier, « quel que soit le jugement qu’on en porte, la Divina Tragedia, a fait événement au Salon ». et Edmond About est de la même opinion : « la  Divine Tragédie de  M. Chenavard est un événement, quoi qu’on dise ». Dans un écrit inédit, rédigé probablement en 1859 Baudelaire s'insurgeait contre  « l’art philosophique suivant la conception de Chenavard … qui a la prétention de remplacer le livre,.. Le cerveau de Chenavard […] est brumeux, flugineux, hérissé de pointes [….] Dans ce cerveau les choses ne se mirent pas clairement, elles ne se réfléchissent qu’à travers un milieu de vapeurs. ».

## Analyse du tableau
Cette œuvre a frappé les esprits contemporains tout d’abord par son coloris ton livide. 
Paul Chenavard voulait ainsi signifier que la scène se passe en dehors du temps. À travers la mort des dieux, on expose l’évolution de toute l’Humanité à travers les croyances des peuples de l’Histoire depuis les époques les plus reculées, évolution non pas linéaire mais procédant par bonds successifs appelés Palingénésie, mot qui signifie « renaître de nouveau ». « La Divine tragédie ne peut s’expliquer que par une conception « gnostique » (néo-platoniste) du destin de l’homme : l’être primitif, androgyne, a commis la faute, et a été puni par la séparation des sexes ; il va dès lors  traverser une succession d’ « épreuves » jusqu’à ce que, purifié, aidé  par de multiples « médiateurs », dont le Christ n’est que le principal, il va pouvoir devenir androgyne et retourner à l’unité fondamentale qu’est Dieu ». 
L’éternelle Androgyne, figure la plus complexe de cette œuvre semble la meilleure illustration de la philosophie de son auteur : c’est un personnage nimbé (le seul dans ce tableau), ailé, jouant d’une lyre et coiffé d’un bonnet phrygien comme Orphée, dominant la force brutale mais efficace de Chimère.